# Struthiola hirsuta
Struthiola hirsuta är en tibastväxtart som beskrevs av Johan Emanuel Wikström. Struthiola hirsuta ingår i släktet Struthiola och familjen tibastväxter. Inga underarter finns listade i Catalogue of Life.